# Goldstone Deep Space Communications Complex
Il Goldstone Deep Space Communications Complex (GDSCC) — indicato comunemente come Goldstone Observatory — è un complesso per le comunicazioni con lo spazio profondo sito nel deserto del Mojave in California. È gestito dalla ITT Corporation per il Jet Propulsion Laboratory (JPL). È utilizzato prevalentemente per tracciare e comunicare con le sonde spaziali.
L'osservatorio è uno dei tre centri che compongono il Deep Space Network, della NASA, ed è costituito principalmente da tre radiotelescopi con parabole del diametro di 34 metri ed uno di 70.
La Pioneer Deep Space Station, facente parte dell'Osservatorio, è stata inserita nella lista dei National Historic Landmark dal governo statunitense nel 1985.

## Osservazioni scientifiche

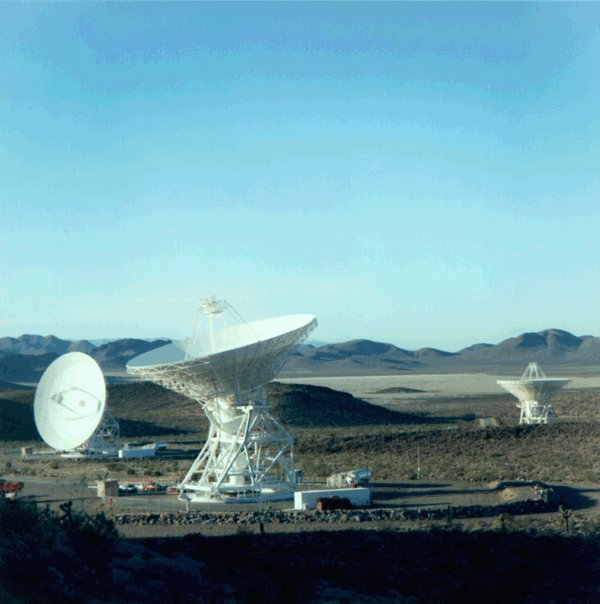
Il Goldstone Deep Space Communications Complex

Le antenne dell'osservatorio sono state utilizzate anche come sensibili radiotelescopi per condurre ricerche scientifiche quali: mappare i quasar ed altre radiosorgenti; mappare i pianeti, la Luna, le comete e gli asteroidi; per l'individuazione di comete ed asteroidi potenzialmente pericolosi per la Terra; per l'individuazione di interazioni ad altissima energia tra neutrini sulla Luna, condotte utilizzando le antenne di maggiore apertura.

## Pioneer Deep Space Station

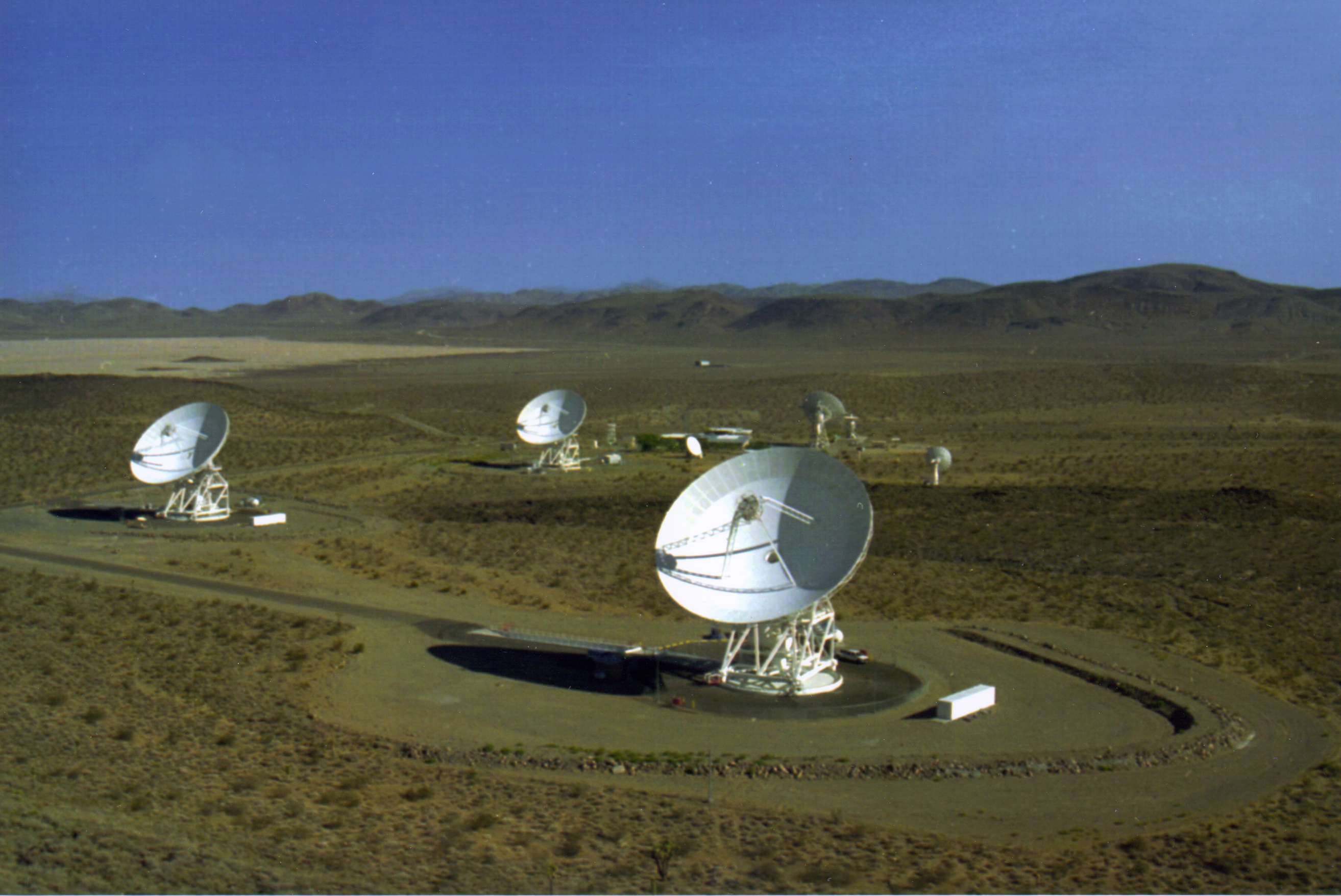
La Pioneer Deep Space Station nel 1990.

La Pioneer Deep Space Station è stato il primo componente del Deep Space Network costruito ed attivato dalla NASA, nel 1958. Si compone di un'antenna parabolica di 26 metri di diametro, con montaggio polare e manovrabile. Fu ricavata sulla base degli esemplari allora in uso presso il Carnegie Institution for Science (a Washington) e l'Università del Michigan, seppure con opportuni miglioramenti per favorire le comunicazioni con le sonde esplorative lanciate nell'ambito del Programma Pioneer e successivamente dei Programmi ECHO, Ranger, Lunar Orbiter,
Surveyor, Apollo, Helios, Mariner, Viking e Voyager.
La sua costruzione venne condotta dal Jet Propulsion Laboratory, in un sito dalla superficie concava e lontano dalla civiltà, affinché non fosse soggetta ad interferenze elettriche, radio o televisive, con il supporto dell'esercito degli Stati Uniti. La struttura confluì nei centri NASA dopo l'istituzione della stessa.
Oggi la struttura, ormai obsoleta, non è più attiva.

## «Goldstone has the bird»
Un errore comune è quello di attribuire al Goldstone Observatory la conferma della corretta immissione in orbita dell'Explorer 1, il primo satellite statunitense. Tuttavia Goldstone non era ancora stato attivato al momento del lancio.
L'errore nasce da una errata interpretazione delle parole «Gold has it!» (Gold ce l'ha) - spesso rese come «Goldstone has the bird» (Goldstone ha l'uccello). "Gold" era il nome in codice di una stazione di rilevamento temporanea presso la Earthquake Valley nel deserto di Anza-Borrego, nella contea di San Diego e non un'abbreviazione per Goldstone.